# 5957 Irina
5957 Irina este un asteroid din centura principală de asteroizi.

## Descriere
5957 Irina este un asteroid din centura principală de asteroizi. A fost descoperit pe 11 mai 1988 la Observatorul Palomar de Carolyn S. Shoemaker și Eugene M. Shoemaker. Asteroidul prezintă o orbită caracterizată de o semiaxă mare de 3,23 ua, o excentricitate de 0,11 și o înclinație de 22,9° în raport cu ecliptica.